# Truls Mørk

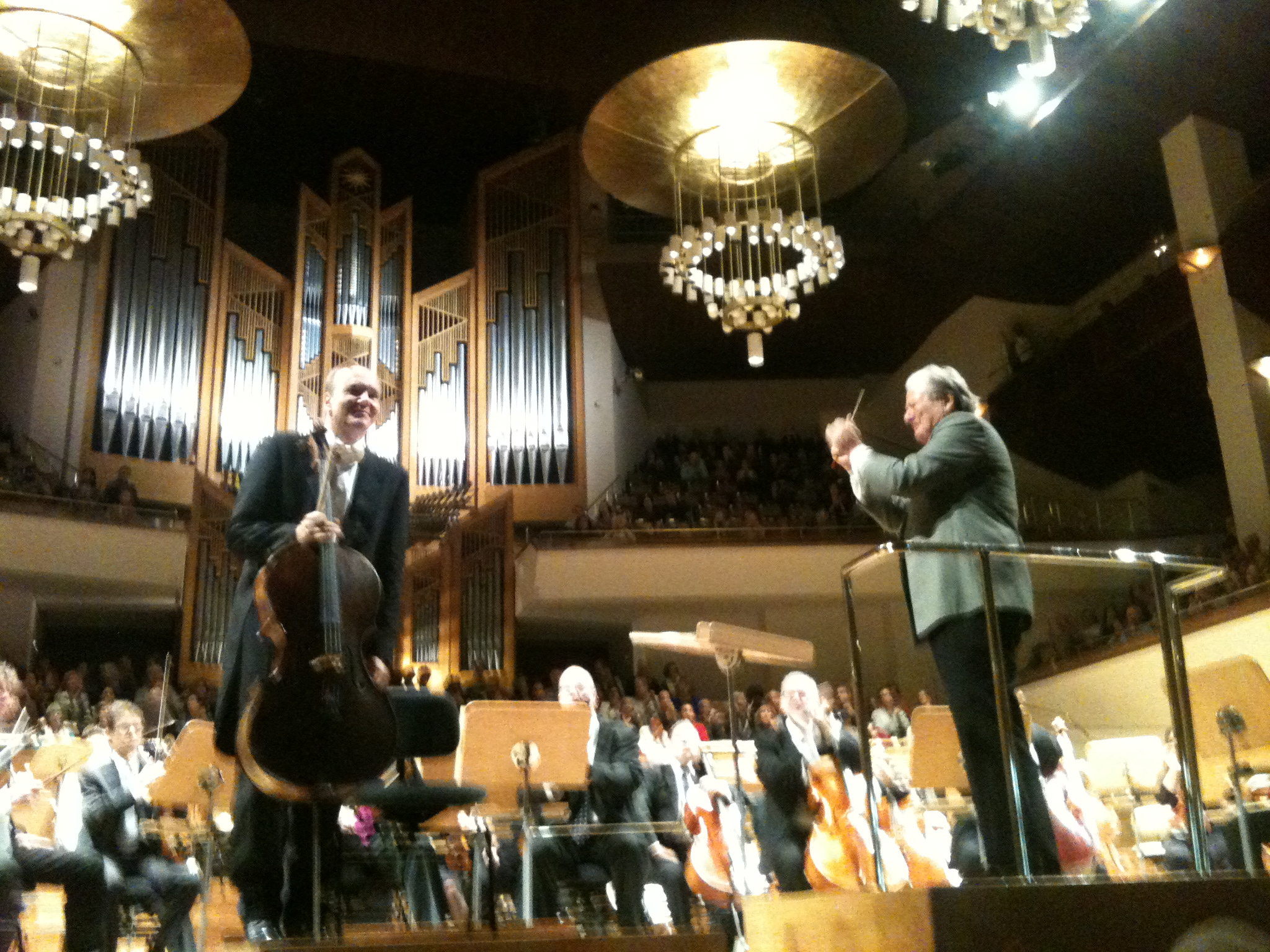
Truls Mørk in 2015

Truls Olaf Otterbech Mørk (Bergen, 25 april 1961) is een Noors cellist.
Mørk groeide op in een muzikale familie.  Zijn vader is cellist en zijn moeder pianiste.
Zijn moeder leerde hem piano toen hij zeven was.  Mørk speelde ook viool maar stapte al snel over op de cello, waarvoor hij lessen kreeg van zijn vader.  Later vervolgde hij zijn opleiding bij Frans Helmerson aan het Edsberg Muziek Instituut, bij Heinrich Schiff en bij Natalia Chakovskaïa in Rusland. Hij bespeelt de Esquire, een instrument van Domenico Montagnana uit 1723.
Truls Mørk is hoogleraar aan de Noorse Academie voor Muziek in Oslo.
In april 2009 kreeg Mørk een infectie van het centraal zenuwstelsel, vermoedelijk veroorzaakt door een tekenbeet die hij opliep in 2006 in de Verenigde Staten, met de daaropvolgende encefalitis en verlamming van de schouderspieren van de linkerarm. In het najaar van 2009 verklaarde hij dat hij bezorgd was dat hij nooit meer opvoeringen zou kunnen geven, maar sinds januari 2011 staat Mørk terug op het podium en keerde hij terug naar de studio met een opname van concerti van C.P.E. Bach.